# Matopo macrocula
Matopo macrocula là một loài bướm đêm trong họ Noctuidae.